# Kabinett Đuranović II
Das Kabinett Đuranović II wurde am 16. Mai 1978 in der Sozialistische Föderative Republik Jugoslawien (SFRJ) von Veselin Đuranović gebildet. Das Kabinett Đuranović II löste das erste Kabinett Đuranović ab und blieb bis zum 16. Mai 1982 im Amt, woraufhin es vom Kabinett Planinc abgelöst wurde. Die Minister waren Mitglieder des Bundes der Kommunisten Jugoslawiens (BdKJ).
Dem Kabinett gehörten als Minister Bundessekretäre beziehungsweise Vorsitzende von Bundesausschüssen an:
| Ministeramt                                                  | Amtsinhaber           | Beginn der Amtszeit | Ende der Amtszeit |
| ------------------------------------------------------------ | --------------------- | ------------------- | ----------------- |
| Präsident des Bundesexekutivrates                            | Veselin Đuranović     | 16. Mai 1978        | 16. Mai 1982      |
| Vizepräsident des Bundesexekutivrates                        | Branislav Ikonić      | 16. Mai 1978        | 16. Mai 1982      |
| Vizepräsident des Bundesexekutivrates                        | Ivo Margan            | 16. Mai 1978        | 16. Mai 1982      |
| Vizepräsident des Bundesexekutivrates                        | Andrej Marinc         | 16. Mai 1978        | 16. Mai 1982      |
| Vizepräsident des Bundesexekutivrates                        | Dragoljub Stavrev     | 16. Mai 1978        | 16. Mai 1982      |
| Vizepräsident des Bundesexekutivrates                        | Gojko Ubiparip        | 16. Mai 1978        | 16. Mai 1982      |
| Mitglied des Bundesexekutivrates                             | Stojan Andov          | 16. Mai 1978        | 16. Mai 1982      |
| Mitglied des Bundesexekutivrates                             | Vuko Dragašević       | 16. Mai 1978        | 16. Mai 1982      |
| Mitglied des Bundesexekutivrates                             | Slobodan Gligorijević | 16. Mai 1978        | 16. Mai 1982      |
| Mitglied des Bundesexekutivrates                             | Dušan Ilijević        | 16. Mai 1978        | 16. Mai 1982      |
| Mitglied des Bundesexekutivrates                             | Radoje Kontić         | 16. Mai 1978        | 16. Mai 1982      |
| Mitglied des Bundesexekutivrates                             | Bogoljub Nedeljković  | 16. Mai 1978        | 16. Mai 1982      |
| Mitglied des Bundesexekutivrates                             | Vajo Skendžić         | 16. Mai 1978        | 16. Mai 1982      |
| Mitglied des Bundesexekutivrates                             | Boris Šnuderl         | 16. Mai 1978        | 16. Mai 1982      |
| Mitglied des Bundesexekutivrates                             | Šukrija Uzunović      | 16. Mai 1978        | 16. Mai 1982      |
| Auswärtige Angelegenheiten                                   | Josip Vrhovec         | 16. Mai 1978        | 16. Mai 1982      |
| Nationale Verteidigung                                       | Nikola Ljubičić       | 16. Mai 1978        | 16. Mai 1982      |
| Innere Angelegenheiten                                       | Franjo Herljević      | 16. Mai 1978        | 16. Mai 1982      |
| Märkte und Preise                                            | Imer Pula             | 16. Mai 1978        | 16. Mai 1982      |
| Finanzen                                                     | Petar Kostić          | 16. Mai 1978        | 16. Mai 1982      |
| Außenhandel                                                  | Metod Rotar           | 16. Mai 1978        | 16. Mai 1982      |
| Justiz und Allgemeine Verwaltungsangelegenheiten             | Luka Banović          | 16. Mai 1978        | 16. Mai 1982      |
| Information                                                  | Ismailj Bajra         | 16. Mai 1978        | 16. Mai 1982      |
| Bundesausschuss für Energie und Industrie                    | Stojan Matkalijev     | 16. Mai 1978        | 11. Mai 1982      |
| Bundesausschuss für Landwirtschaft                           | Milovan Zidar         | 16. Mai 1978        | 16. Mai 1982      |
| Bundesausschuss für Transport und Kommunikation              | Ante Zelić            | 16. Mai 1978        | 16. Mai 1982      |
| Bundesausschuss für Arbeit und Beschäftigung                 | Svetozar Pepovski     | 16. Mai 1978        | 16. Mai 1982      |
| Bundesausschuss für Veteranen und Menschen mit Behinderungen | Milan Vukasović       | 16. Mai 1978        | 16. Mai 1982      |
| Bundesausschuss für Gesetzgebung                             | Aleksandar Fira       | 16. Mai 1978        | 16. Mai 1982      |